# فاني رودريغيز
فاني رودريغيز (بالإسبانية: Fanny Rodríguez)‏ (29 يناير 1990 بهندوراس - ) هو مدرب كرة قدم ولاعب كرة قدم هندوراسي في مركز الهجوم. شارك مع منتخب هندوراس الوطني لكرة القدم للسيدات.

## وصلات خارجية
- فاني رودريغيز على موقع قاعدة بيانات كرة القدم.إي يو (الإنجليزية)
- فاني رودريغيز على موقع Soccerway.com (الإنجليزية)